# ريان لاثام
ريان لاثام (بالإنجليزية: Ryan Latham)‏ (18 نوفمبر 1982 في الولايات المتحدة - ) هو لاعب كرة قدم أمريكي في مركز الهجوم. لعب مع نيو إنجلاند ريفولوشن وLegends FC ‏.

## وصلات خارجية
- ريان لاثام على موقع الدوري الأمريكي (الإنجليزية)
- ريان لاثام على موقع قاعدة بيانات كرة القدم.إي يو (الإنجليزية)